# StEG II 591–593
Die StEG II 591–593 bildeten eine Tenderlokomotivreihe der priv. österreichisch-ungarischen Staats-Eisenbahn-Gesellschaft (StEG).
Die StEG beschaffte 1883 drei Lokomotiven dieser Bauart und ordnete sie als Reihe IVa' mit den Nummern 591–593 ein.
Ab 1897 wurden sie als Reihe 330 bezeichnet.
Nach der 1909 erfolgten Verstaatlichung reihte die kkStB die Maschinen als Reihe 196 ein.
Nach dem Ersten Weltkrieg kamen noch zwei Lokomotiven dieser Reihe zur BBÖ, die sie bis 1928 ausmusterte.